# Луї-Еміль Бертен
Луї-Еміль Бертен (23  березня 1840 року, Нансі — 22 жовтня 1924 року, Ла-Гласері (Манш) — французький вчений, морський інженер і винахідник.

## Біографія
Еміль Бертен народився в родині П'єра Бертена та Анни Мердьє. Він рано втратив батька, тоді ж помер від іспанського грипу, як і його батько, брат Жульєн. У вісімнадцять років Еміль вступив до Політехнічної школи. Через два роки він обрав для навчання морський інженерний корпус.
У 1863 році, Еміль Бертен дебютував у шербурзькому арсеналі, він отримав там професію і часто опинявся перед наявністю практичних проблем, які змушували його спостерігати, розмірковувати та впроваджувати інновації. У 1863—1871 роках він вагався між морським будівництвом та професією правника.
У 1871 р. Еміль Бертен, інженер Північної ескадри, був уповноважений представляти докторську дисертацію в галузі права. Президент журі, відомий юрист Чарльз Демоломбе, закликав його пройти агрегацію і залишити флот, щоб присвятити себе вивченню законів, що регулюють відносини між людьми та країнами.

## Досягнення
Автор багатьох нововведень у галузі військового та цивільного флоту, Еміль Бертін складав плани та брав участь у будівництві близько 150 надводних суден. Творець японського військового флоту в епоху Мейдзі
Він відновив свою діяльність як дослідник і будівельник: гарантування стійкості кораблів є лейтмотивом для діяльності Еміля Бертена. У 1871—1872 рр. він винайшов і запропонував революційну систему захисту кораблів. Перший експеримент з його винаходом був проведений італійським флотом у 1875 році на великих суднах Italia та Lepanto вагою 14000 тонн. У 1881 р. він був відряджений до Сен-Назера для спостереження за будівельними роботами чудового міланського ескадрону-розвідника, для якого створив новий тип корабля. За ним пішло суднобудування Сфакса, першого крейсера із стільниковими фрагментами. Крейсер було спущено на воду 26 травня 1884 р у Бресті. Його система була визнана значно стійкішою до зіткнень та підводних вибухів. До 1880 року скрізь будували дерев'яні крейсери. Вже в 1885 році завдяки його винаходу, плавало 17 нових кораблів. У 1896 році їх було вже 220.
За час своєї військової кар'єри Еміль Бертен неодноразово зустрічався під час приватних інтерв'ю з Франсуа д'Орлеаном, принцом де Жойнвіль (1818—1900 рр.), віце-адміралом і третім сином короля Луї-Філіппа. Принц де Жойнвіль опублікував у Revue des deux Mondes важливі дослідження про флот і був одним із найзапекліших промоутерів трансформації флоту.
Еміль Бертен вивів флот Франції на друге місце у світі після Сполученого Королівства. Він є автором 50 науково-технічних книг.

## Кар'єра
У 1864 році Еміль Бертен, першокласний інженер морського машинобудування, заявив про себе роботами з санітарії та вентиляції пароплавів, питанню, як уникнути епідемій на борту. Були проведені заходи і відразу відбулося значне зменшення кількості хворих людей. Більшість типів військових та торгових пароплавів були обладнані системою вентиляції.
На початку 1866 року він вивчатиме питання високої механіки, закони руху води, набухання, нахилу, дії на кораблях бурхливого моря. Він був затятим захисником стійкості та морських якостей корабля, Еміль Бертін також був шанувальником швидкості. Він написав численні дослідження з цих предметів. Він винайшов ветрозахист, вивчав проблеми повторного плавання кораблів, процес збереження корпусів електричною дією, проводив роботи з прогресу термодинаміки у Франції. Він виміряв ефекти завдяки спостереженням, зробленим за допомогою навченого і винахідливого подвійного осцилографа, з яких остаточні експерименти були проведені на борту « Крокодила». Він також винайшов рулонні решітки, які ефективно та гармонійно доповнюють набір, який незабаром прийняли на освоєння всі суднобудівники по всьому світу. Остання модель цих «стабілізаторів» у середині XX ст століття застосована на лайнерах Maroc з Трансатлантичною компанією та Анди з Royal Mail.
У 1874 році в Шербурзі Еміль Бертен виділився під час аварії біля Кап-де-ла-Гааги великого англійського пароплава «Паскаль». Згодом він опублікував мемуари, опубліковані в 1875 році видавцем Бергер-Левро, що стосуються перипетій порятунку корабля.

## Під час франко-німецької війни
У липні 1870 року під час воєнних дій між Пруссією, Францією та деякими німецькими державами Еміль Бертен взяв на себе виробництво артилерійського матеріалу та боєприпасів для потреб військово-морських сил.
У грудні того ж року йому було доручено командувачем армією Котентен створити ефективну лінію оборони до Карентану, куди дивізія, що захищає Кальвадос, може відступити, якщо це необхідно. Вивчивши рельєф, морський інженер вирішив використати потік річки Дуве. Еміль Бертеін забезпечує лінію оборони приблизно тридцятьма шістьма великими військово-морськими частинами, пристосованими для кріплення або платформи в розумних і стратегічних місцях. Ця оборонна система буде відтворена в 1940 році для захисту від наступаючих броньованих машин Роммеля, потім німці в 1944 році використали ідею для захисту від висадки союзників у Нормандії.

## Досягнення Бертена в Японії
Головний інженер морського інженерного класу 2 класу Еміль Бертен, начальник відділу військово-морського будівництва в Бресті, пробуде у Британії до п'яти років до 1885 року, перш ніж поїде з дружиною Франсуазою Анною та трьома дітьми — Шарль-Еміль Бертен, Анрі Бертен, Анна Антуанетта, відома як Анна Бертен, — у винятковій французькій місії технічного співробітництва в Японію на прохання імператора Муцухіто та японського уряду.
Японія хотіла побудувати морську державу, тому звернулася до Еміля Бертіна, слава якого дійшла до архіпелагу. Тоді Емілю Бертіну було 46 років. Крім того уряд Японії висловив уряду Франції через посередника маркіза Мочі-Акі Хачісука, надзвичайного посланника та уповноваженого міністра імператора Японії в Парижі своє бажання бачити в імперії Східного сонця морського інженера Еміля Бертена.
12 жовтня 1885 року Президент Ради Шарль де Фрейсіне оголосив японському міністру про згоду французької влади та Росії і Бертен підписав. Запланований на три роки контракт був продовжений на один рік і закінчився лише в березні 1890 року. Щоб зробити співпрацю Бертена ефективною, уряд Японії присвоїв йому високе звання Такаку Яку Нінін і Чокунін. Таким чином, як вищий офіційний та приватний радник імператора Муцухіто, він міг мати щоденні контакти в найкращих можливих умовах, без проблем ієрархії, з генеральними офіцерами імперського флоту та з усіма представниками режиму, такими як Йорімічі Сайго, Хіробумі Іто, Ямагата Арітомо, Каору Інуе, міністром закордонних справ Японії.

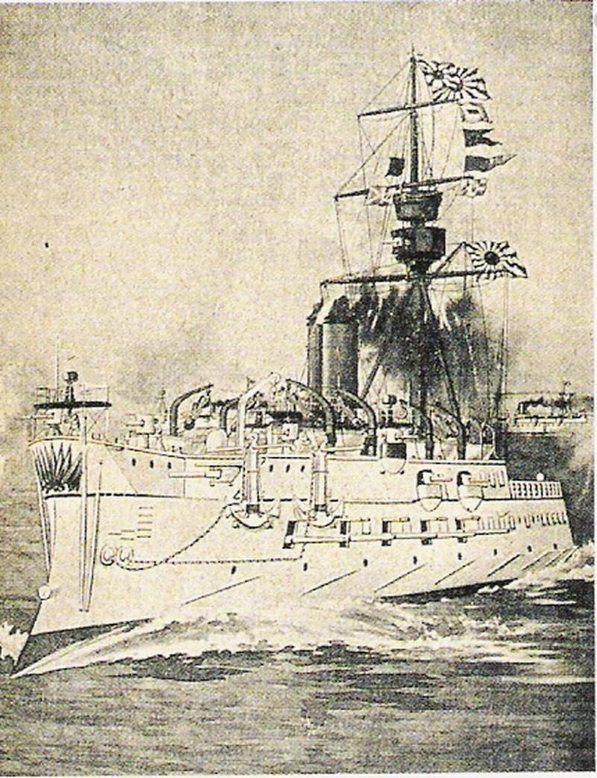
Мацусіма, флагман японського флоту, побудований під керівництвом Бертіна.

Першим завданням, яке постало перед Емілем Бертіном, коли він прибув до Токіо, було покласти край неповноцінності японського флоту. Його всесвітня репутація в галузі суднобудування дозволить йому виконати грандіозну програму будівель, яка включала всі проекти, що стосуються стійкості, вентиляції, швидкості та міцного озброєння, яка буде схвалена Мікадо і японським урядом без обмежень і застережень.
Бертен відповідав за морський флот Японії. Його чесність визнали всі. Він повністю присвятив себе монументальній роботі з ад'ютантом в особі молодого інженера Шозо Сакурая, свого колишнього учня Школи морської інженерії в Шербурзі.
Під керівництвом Еміля Бертена було збудовано три корабля для задоволення оборонної морської програми, Мацусіма та Іцукусіма, побудовані в Ла-Сейне-сюр-Мер та « Хашидат» в « Арсеналі Йокосука» та чотири крейсери моделі «Армстронг» вагою від 3000 tonnes, три з яких були побудовані в Англії, а один — в Йокосуці. Кожна берегова охорона несла в броньованій башті гармати надзвичайної потужності для того часу. На борту також було дванадцять швидкострільних гармат. До цих чотирьох крейсерів додався п'ятий « Chiyoda», побудований в Англії, з меншою водотоннажністю (2400 тонн), трохи меншою швидкістю, з тим самим озброєнням, захист якого заслуговує на особливу увагу. Його перегороджена міжпалубна дошка, встановлена над броньованою палубою, була оточена легким поясом кираси.
Бертен виступав за швидкість, вогневу міць та бойову підготовку. Японці знали, як це врахувати. Еміль Бертен повністю реорганізував оригінальний арсенал Йокосуки. Саме він обрав нові місця, запропонував їх і побудував арсенали Сасебо, поблизу Нагасакі, та Куре, поблизу Хіросіми. Мікадо та імператриця неодноразово приходили на допомогу, були спонсорами або головували під час спуску на воду кораблів, побудованих Бертіном в Йокосуці. Шістесят вісім великих ультрасучасних агрегатів було створено, дотримуючись етапів програми та планів французького інженера.
Одночасно було створено потужну армію та флот за зразком європейських військових сил, Японія зіграла значну роль в Азії. Кораблі Бертена становили ядро японського флоту адмірала Іто, який переміг китайські ескадри під командуванням адмірала Тінга під час китайсько-японської війни у знаменитій морській битві, від гирла Ялу 17 вересня 1894 року, на китайсько-корейському кордоні.
Під час російсько-японської війни флот адмірала Зінові Роєственського, який вийшовз Кронштадта на Далекий Схід і на який була найвища надія Росії, був знищений адміралом Того під час битви при Цусімі поблизу однойменних островів Кюсю та Корея. Завдяки роботі Еміля Бертена японський флот мав не менше 280 000 tonnes водотоннажності наприкінці 1893 року.
Завдяки Бертену адміністративна організація Імператорського японського флоту була надзвичайно схожою на французьку схему. Луї Еміль Бертен розробив плани будівництва крейсерів та берегової охорони 1 класу і надав пропозиції щодо організації флоту, берегової оборони, виготовлення важких гармат, використання таких матеріалів, як залізо та вугілля. Еміль Бертен ніколи не припиняв працювати над технічним вдосконаленням флоту, і результати його наслідків надзвичайні.
Під час своєї присутності в Японії Еміль Бертін створив сучасний флот і дуже швидко розробив арсенали. Коли він пішов, його весь світ розглядав як творця сучасного японського військового флоту, який через кілька років приведе Японію до рангу провідних морських держав світу. Тоді Бертен вважався японцями першопрохідцем цього розвитку і безперечним засновником японського військового флоту. Протягом чотирьох років перебування в Японії Еміль Бертін буде єдиною західною особою в Токіо, яка отримає користь від присутності перед своїм будинком почесної варти з чотирьох поліцейських у повній формі та інспектора у цивільному одязі. Велика статуя на постаменті була розміщена в імператорському арсеналі Йокосуки, арсеналі, який був повністю перероблений і реорганізований французьким інженером.
Бюст Бертена, визнання його титанічної роботи в Японії, можна знайти на пристані порту цього міста, розташованому в Токійській затоці.

## Головний директор французького військово-морського будівництва
Повернувшись до Франції, Еміль Бертен користувався зміцненою міжнародною репутацією, які принесло йому його новації та досягнення в Японії.
Відтепер він мав змогу у галузі морських технологій принести користь Франції. Йому вдалося встановити котли високого тиску з малими трубками (багатотрубними), використання яких набуло повсюдного поширення. За п'ять років він піднявся в ієрархію морського інженерного корпусу.
У 1892 році його підвищили до інженера загального рівня морського машинобудування. Потім його призначили директором Школи морського машинобудування, де він знайшов час викладати курсів парових машин та котлів. У 1895 році був викликаний до міністерства військово-морський флоту як головний директор французького військово-будівельного обладнання, який тоді відповідав за технічну секцію суднобудування, яку він заснував у 1897 році. Вважливий пост Еміль Бертен тримав протягом десяти років до досягнення вікової межі. Він ввів у дію оригінальні конструкції оборонної сили кораблів, і які призвели до створення великого флоту французьких лінкорів.
Еміль Бертен, очолюючи французьке військово-морське будівництво протягом десятиліття, привів Францію з 1898 року до другого рангу світових флотів, значно випереджаючи Італію та Німеччину.
Великий покровитель морської техніки, Бертен також працював над створенням випробувального басейну — бульвару Віктора, в Парижі — для вивчення корпусів у зменшених моделях.
Він був співзасновником у 1900 році Паризького франко-японського товариства.
Бертен був обраний членом Академії наук в 1903 р. І став її президентом у 1922 р. У 1921 році він став членом Військово-морської академії.
З березня 1905 року він вийшов на пенсію, оскільки протягом його кар'єри якість мемуарів, які він публікував на різні технічні теми, повідомлення, написані ним, привертало увагу до нього та його роботи. Багато країн закликали його читати лекції. Його інтелектуальна діяльність була зосереджена на всіх питаннях, що стосуються військово-морського будівництва, а також розмірів французького флотуї.
У 1914 році він був одним із співзасновників «Французької ліги» з колишнім міністром та керівником компанії Андре Лебоном, істориком Ернестом Лавісом та генералом Полем По .
Еміль Бертін помер 22 жовтня 1924 року. Похований у La Glacerie, неподалік від Шербурга, у департаменті Манш.

## Нагороди і відзнаки
Французькі нагородии :
- Кавалер Почесного легіону .
- Офіцер Академії Плавці .

Іноземні відзнаки: Королівство Великої Британії
- Кавалер ордена «За особливу службу» .

Японська імперія
- Великий хрест ордена Східного сонця.
- Великий хрест ордена Священного скарбу.
- Офіцер Японського Червоного Хреста.

Російська імперія
- Великий хрест ордена святої Анни.
- Великий хрест ордена Сен-Станіслава.
- Великий хрест Ордена морських заслуг, заснований королевою Іспанії Ізабеллою II9 août 18669 серпня 1866 р .
- Кавалер ордена Ізабелли Католицької .

Королівство Італія
- Кавалер ордена Корони Італії.
- Великий хрест ордена Пія IX .

Королівство Бельгія
- Кавалер ордена Леопольда .

Королівство Нідерландів
- Кавалер голландського ордена Лева .
- Кавалер 1 класу ордена Святого Олава .
- Кавалер ордену Лева і Сонця.
- Великий хрест ордена Христа Португалії .

Громадські дороги його імені :

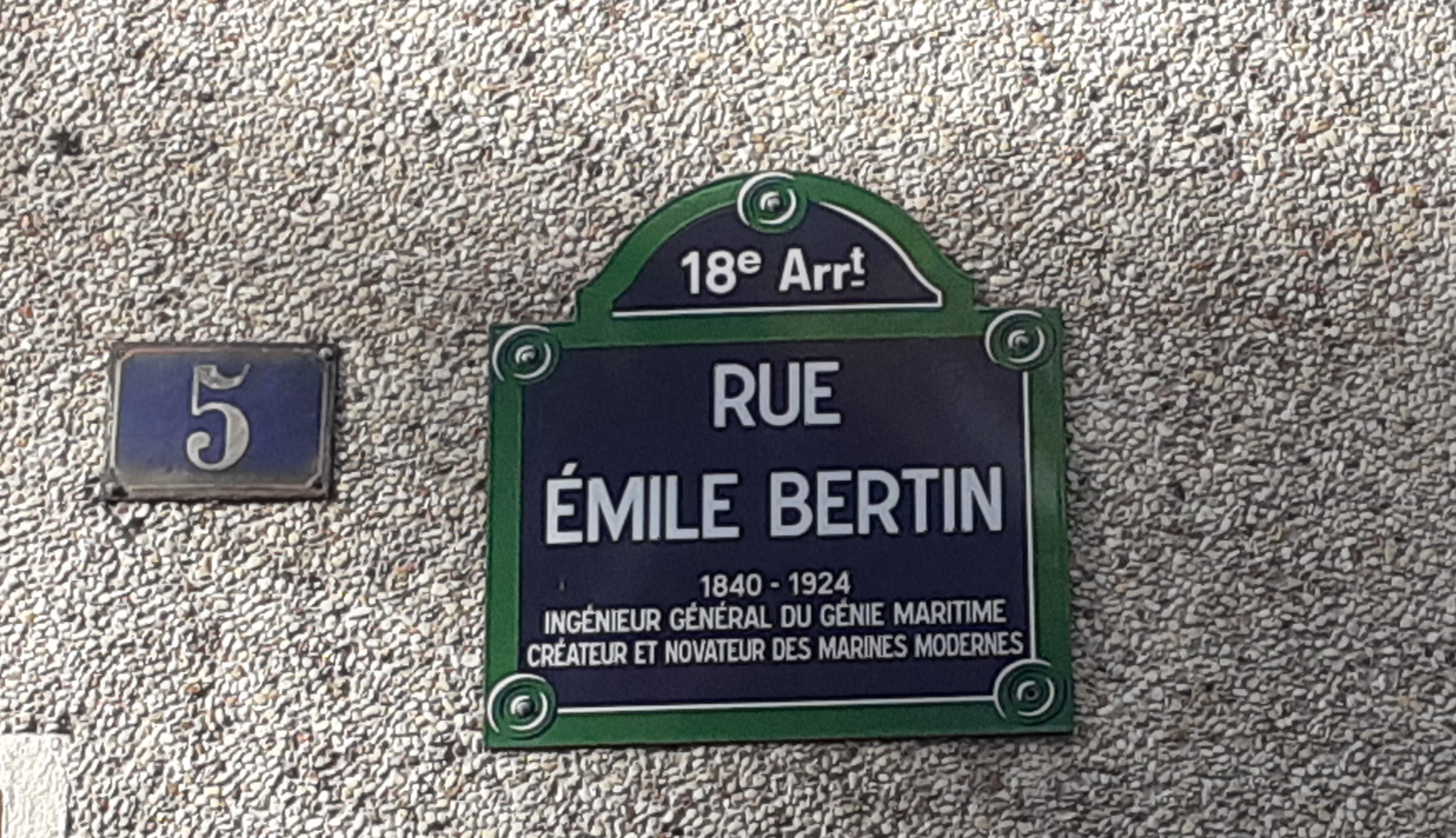
rue Émile Bertin, у Парижі.

- в Парижі, вулиця Еміля Бертена в 18 окрузі, новостворена вулиця у старинному місті Т'єр в 1934 році
- в Ненсі (його рідному місті), вулиці в центрі міста
- у Бресті
- у Монпельє
- в La Glacerie commune de la Manche .

## Публікації
Еміль Бертін є автором п'ятдесяти науково-технічних праць чи спогадів, зокрема :
- Дослідження про вентиляцію стійкого транспорту (1873)
- Дослідження за принципом пташиних польотів (1874)
- Теоретичні та експериментальні дані про хвилі та рулон (1874)
- Військовий і комерційний пароплав (1875)
- Заснування старого порту Шербурга (1879)
- Теорія хвиль (1881)
- Сучасний стан флоту (1893)
- Великі громадянські війни в Японії. Мінамото і Тайра, Мікадо і Сіогони (1136—1392). Передує вступ про давню історію та легенди (1894), коронований у 1896 році Академією, 422 сторінки
- Військово-морський флот США (1896) Текст в Інтернеті [Архівовано 30 серпня 2021 у Wayback Machine.]
- Морська піхота Шодьєра (1896), 725 авторитетних сторінок та інженери будуть довго посилатися на неї з прибутком — Курс парових двигунів, який викладається в Школі морської інженерії — Текст доступний в Інтернеті на IRIS
- Еволюція оборонної сили військових кораблів, з додаванням щодо стійкості кораблів (Бергер-Левро, 1907)
- Сучасний флот, стародавня історія та нові питання, 1е видання, Flammarion, Бібліотека наукової філософії 1910 — 2е видання, 1914
- Дослідження з міжнародного права та морської війни. Круїзи та блокада. Підводні човни (1915)
- Нейтральні кораблі та німецькі підводні човни (1917)
- Комерційний флот (1918) та ін.

Еміль Бертін писав для «Вісника франко-японського товариства», який він створив. Багато досліджень, присвячених античному, середньовічному та новому режиму Японії.